# Залізом та кров'ю
Словосполучення залізом та кров'ю (нім. Blut und Eisen) було вжито прем'єр-міністром Пруссії Отто фон Бісмарком 30 вересня 1862 року в промові перед бюджетним комітетом парламенту.

## Історія
Основне призначення промови полягало в спробі Бісмарка подолати розкол між урядом та парламентом. Парламент відмовився виділяти кошти на здійснення запланованої реформи в армії, однак ліберальна більшість не відмовлялась від ідеї деякої реорганізації та посилення армії. Вона висунула вимогу гарантувати збереження дворічного терміну служби в армії, та не розпуску ландверу.
Аби досягнути порозуміння та здобути підтримку з боку прусського парламенту, 30 вересня 1862 року прем'єр-міністр Пруссії Отто фон Бісмарк виступив з промовою, де серед іншого було сказано:
|  | Німеччина дивиться не на прусський лібералізм, а на її силу; Баварія, Вюртемберг, Баден привітні до лібералізму для того, аби Пруссія мала на них менше впливу; Пруссія має зосередити та втримати власну силу для сприятливого моменту, який вже не раз був втрачений; встановлені Віденськими угодами кордони для нормального існування держави непридатні; великі питання часу вирішуватимуться не розмовами і резолюціями більшості — це була велика помилка 1848 та 1849 років — а залізом та кров'ю. |

Тут Бісмарк вжив слова з вірша Макса фон Шенкендорфа:
|  | Denn nur Eisen kann uns retten Uns erlösen kann nur Blut von der Sünde schweren Ketten, Von des Bösen Übermut. |

Таким чином Бісмарк виступив за активну зовнішню політику. Хоча ліберальна більшість парламенту була згодна з тим, що «Німецьке питання» не може бути розв'язане без насильства, промова Бісмарка була розцінена, особливо (ліберальною) пресою, як прямий заклик до насильства та зовнішньополітична афера.